# Voy! Voy! Voy!
Voy! Voy! Voy! (àrab: فوي! فوي! فوي!, Vuy! Vuy! Vuy!!) és una pel·lícula egipcia de 2023 dirigida i escrita per Omar Hilal, en el seu debut com a director, produïda per Mohamed Hefzy, i protagonitzada per Mohamed Farrag, Nelly Karim, Bayoumi Fouad, Hanan Youssef i Taha Desouky. Va ser escollit com a candidat d'Egipte per a l'Oscar a la millor pel·lícula de parla no anglesa als Premis Oscar de 2023, però finalment no va ser nominat.

## Argument
Hassan viu una vida pobre amb la seva mare i treballa com a guàrdia de seguretat. Un dia s'incorpora a un equip de futbol de cecs que està a punt de jugar el Mundial d'Europa. En aquest viatge, coneix molts personatges i s'endinsa en diverses aventures emocionants i perilloses.

## Repartiment
- Mohamed Farrag
- Nelly Karim
- Bayoumi Fouad
- Hanan Youssef
- Taha Desouky

## Acollida
El 8 de novembre de 2023, va recaptar 2,88 milions de dòlars (89 milions de lliures egípcies) a l'Aràbia Saudita. A Egipte, va recaptar 30.298.933 de lliures egípcies (un milió de dòlars). També va recaptar 1.034.707 dòlars als Emirats Àrabs Units (33 milions de lliures egípcies).